# Dawna fabryka pierników Gustava Weesego w Toruniu
Dawna fabryka pierników Gustava Weesego w Toruniu – dwupiętrowa dawna fabryka pierników Gustava Traugotta Weesego znajdująca się przy ul. Strumykowej 4 w Toruniu. Została zbudowana w 1885 roku według projektu Reinharda Uebricka. W wyniku rozwoju i rozrostu produkcji w 1913 roku fabryka przeniosła się na Jakubskie Przedmieście, gdzie jako Fabryka Cukiernicza „Kopernik” działa do dzisiaj. W 1927 roku miasto Toruń kupiło zabudowana przy Strumykowej, w celu umieszczenia w nich Żeńskiej Szkoły Przemysłowej. W 2015 roku w budynku otworzono Muzeum Toruńskiego Piernika, będące filią Muzeum Okręgowego w Toruniu. Budynek figuruje w gminnej ewidencji zabytków (nr 687).